# Journal télévisé de la mi-journée
Le journal télévisé de la mi-journée est une émission de télévision d'information diffusée sur plusieurs chaînes de télévision dans différents pays.

## France
En France trois journaux télévisés se partagent le nom de Journal de 13 heures. Ce sont ceux des chaînes historiques TF1 et France 2. Sur TF1, il est présenté du lundi au vendredi par Marie-Sophie Lacarrau depuis 2021 et du samedi au dimanche par Anne-Claire Coudray depuis 2015. Marie-Sophie Lacarrau (anciennement Jean-Pierre Pernaut) accentue majoritairement son journal (sauf période d'attentats ou catastrophes majeures) sur des reportages régionaux ruraux, cible même du journal. Le journal de France 2 est quant à lui présenté par Julian Bugier depuis 2021 et du samedi au dimanche par Leïla Kaddour-Boudadi depuis 2017.
D'autres chaînes possèdent un JT à la mi-journée mais commençant avant 13 heures. France 3 propose un long journal faisant la part belle aux informations régionales. Canal+ propose un journal dans l'émission occupant la case de la mi-journée mais n'a pas de véritable journal de 13 heures. M6, Arte ont également un journal télévisé diffusé pendant cette période de la journée. D8 a eu un journal à la mi-journée pendant la saison 2012-2013, il n'a pas été reconduit lors de la saison suivante mais depuis septembre 2017 c'est à nouveau le cas sur C8 (ex-D8), le journal est présenté par Caroline Delage durant l'émission William à midi ! de William Leymergie. Le journal d'Arte est supprimé en 2022.
| Chaînes  | Nom      | heures  | Durée         | Présentation                                                                                               | Site Web |
| -------- | -------- | ------- | ------------- | --- | -------- |
| TF1      | LE 13H   | 13h     | 30-40 minutes | Marie-Sophie Lacarrau, Anne-Claire Coudray, Jacques Legros, Audrey Crespo-Mara, Isabelle Ithurburu (liste) |          |
| France 2 | 13h      | 13 h    | 20-40 minutes | Julian Bugier, Leïla Kaddour-Boudadi (liste)                                                               |          |
| France 3 | 12/13    | 12 h 25 | 26 minutes    | Émilie Tran Nguyen, Catherine Matausch (liste)                                                             |          |
| M6       | Le 1245  | 12 h 45 | 20-30 minutes | Nathalie Renoux, Dominique Tenza                                                                           |          |
| C8       | Le JT    | 12 h 45 | 10 minutes    | Caroline Delage (liste)                                                                                    |          |
| TMC      | TMC Info | 13 h 30 | 5 minutes     | édition toute en images                                                                                    |          |

## Belgique

### Liste
| Chaînes | Nom          | Heure   | Jours   | Langue      | Présentation                                                                                                  | Site Web |
| ------- | ------------ | ------- | ------- | ----------- | --- | -------- |
| La Une  | JT 13h00     | 13 h 00 | Lu.-Di. | français    | Nathalie Maleux (du lundi au vendredi) Hadja Lahbib (du samedi au dimanche) Véronique Barbier (remplacements) |          |
| RTL-TVI | RTL Info 13h | 13 h 00 | Lu.-Di. | français    | Luc Gilson (du lundi au vendredi) Caroline Fontenoy (du samedi au dimanche)                                   |          |
| Één     | Het Journaal | 13 h 00 | Lu.-Di. | néerlandais | |          |
| VTM     | Het Nieuws   | 13 h 00 | Lu.-Di. | néerlandais | |          |

## Côte d'Ivoire

### RTI 1
Le journal de 13 heures (13h00-13h30) : journal d'information nationale et internationale quotidiennement présenté pendant environ 30 minutes à partir de 13 heures par : Habiba Dembélé, Awa Ehoura, Alberic Niango, Pascal Aka Brou, David Mobio, Lanciné Fofana, Viviane Ahimain et Amidou Doukouré. Il peut recevoir sur son plateau un invité.

## Suisse
En Suisse, tous les principaux journaux télévisés de la mi-journée sont diffusés sur les chaînes publiques de la SRG SSR. Il existe un journal dans chaque langue nationale suisse sauf en romanche.

### Liste
| Chaînes  | Nom                    | heures  | Langues  | Présentation                 | Site Web |
| -------- | ---------------------- | ------- | -------- | ---------------------------- | -------- |
| RTS Un   | Journal de 12:45       | 12 h 45 | français | Malika Nedir, Agnès Wuthrich |          |
| SF1      | SF Tagesschau          | 12 h 45 | allemand |                              |          |
| RSI La 1 | Telegiornale nazionale | 12 h 30 | italien  |                              |          |